# Cloud Lake
Cloud Lake es un pueblo ubicado en el condado de Palm Beach en el estado estadounidense de Florida. En el Censo de 2010 tenía una población de 135 habitantes y una densidad poblacional de 868,73 personas por km².

## Geografía
Cloud Lake se encuentra ubicado en las coordenadas 26°40′28″N 80°4′24″O / 26.67444, -80.07333. Según la Oficina del Censo de los Estados Unidos, Cloud Lake tiene una superficie total de 0.16 km², de la cual 0.16 km² corresponden a tierra firme y (0%) 0 km² es agua.

## Demografía
Según el censo de 2010, había 135 personas residiendo en Cloud Lake. La densidad de población era de 868,73 hab./km². De los 135 habitantes, Cloud Lake estaba compuesto por el 94.07% blancos, el 5.93% eran afroamericanos, el 0% eran amerindios, el 0% eran asiáticos, el 0% eran isleños del Pacífico, el 0% eran de otras razas y el 0% pertenecían a dos o más razas. Del total de la población el 22.96% eran hispanos o latinos de cualquier raza.